# Jo Inge Berget
Jo Inge Berget est un footballeur international norvégien, né le 11 septembre 1990 à Oslo. Il joue au poste de milieu offensif ou d'attaquant au Malmö FF.

## Biographie

### En club
Le 28 juillet, il est prêté au Celtic FC.
Le 19 janvier 2018, il signe en faveur du New York City FC en Major League Soccer.
Il atteint les seizièmes de finale de la Ligue Europa en 2020 avec le club de Malmö.

### En équipe nationale
Avec les espoirs, il participe au championnat d'Europe espoirs en 2013. Lors de cette compétition organisée en Israël, il joue trois matchs. Il se met en évidence en marquant un but en phase de poule contre l'Angleterre. La Norvège s'incline en demi-finale face face à l'Espagne.
Il reçoit sa première sélection en équipe de Norvège le 18 janvier 2012, en amical contre la Thaïlande (victoire 0-1).
Il inscrit son premier but en équipe nationale le 6 septembre 2015, contre la Croatie. Ce match gagné 2-0 rentre dans le cadre des éliminatoires de l'Euro 2016. Il marque son second but le 29 mars 2016, en amical contre la Finlande, avec à la clé une victoire 2-0.
Il joue son dernier match le 14 novembre 2017, en amical contre la Slovaquie, qui voit le Danemark s'incliner 1-0.

## Palmarès
- Strømsgodset IF
  - Vainqueur de la Coupe de Norvège en 2010

- Molde FK
  - Champion de Norvège en 2011 et 2012
  - Vainqueur de la Coupe de Norvège en 2013

- Malmö FF
  - Champion de Suède en 2016, 2017, 2020 et 2021
  - Vainqueur de la Coupe de Suède de football en 2022